# Амбарцумян, Мхитар Адамович
Мхитар Адамович Амбарцумян (29 декабря 1921 — 8 ноября 1986) — советский хозяйственный деятель, директор Дзержинской плодоовощной базы, основной фигурант громкого уголовного дела по обвинению группы работников учреждений «Главмосплодоовощпрома» в хищении государственной собственности и взятках.
Участник Великой Отечественной войны и парада Победы, в связи с осуждением лишён всех званий и наград.

## Биография
Мхитар Адамович Амбарцумян родился 29 декабря 1921 года в селе Чакатен (ныне — Сюникская область Армении). Член ВЛКСМ с 1937 года. Окончил школу с отличием.
19 августа 1941 года был призван на службу в Рабоче-Крестьянскую Красную Армию Кафанским районным военным комиссариатом Армянской ССР. До конца декабря 1941 участвовал в боевых действиях на Южном фронте. Затем до конца войны воевал в составе 390-го стрелкового полка 89-й стрелковой дивизии, сформированной в декабре 1941 года в Ереване как национальное армянское соединение. В составе Северо-Кавказского фронта, Отдельной Приморской Армии и 1-го Белорусского фронта дивизия участвовала в битве за Кавказ, Сталинградской битве, Ростовской наступательной операции, Донбасской наступательной операции, Крымской наступательной операции, освобождении Севастополя, Львовско-Сандомирской операции, Берлинской операции, Пражской операции, штурме Берлина.
19 июня 1944 приказом по 390-му стрелковому полку № 019/н связной 4-й стрелковой роты полка красноармеец М. А. Амбарцумян был награждён медалью «За отвагу». В описании подвига указывалось: «…11.5.44 года в районе отметки 80,0 на Севастопольском направлении одним из первых со стрелковым взводом штурмовал траншеи, где гранатами уничтожил одного ефрейтора, и будучи ранен, вышел из строя.»
11 июля 1944 приказом по 89-й стрелковой дивизии № 043/н наводчик 2-й пулеметной роты 390-го стрелкового полка красноармеец М. А. Амбарцумян был награждён орденом Красной Звезды. В наградном листе от 12 июня 1944 года указывалось: «9.5.44 года во время штурма высоты „Горная“ в районе Севастополя, не дожидаясь окончания артиллерийской подготовки, стремительным броском выдвинулся со своим станковым пулеметом вперед, установил на позицию и, ураганным огнем ослепляя амбразуру вражеского ДЗОТа, обеспечил успешное продвижение подразделения вперед. За это время товарищ Амбарцумян уничтожил пулеметную точку, находившуюся в ДЗОТе, и до 15 немецких солдат. 10.5.44 г., преследуя отступающего противника, захватил 2 исправных пулемета и 5 пленных немцев.»
1 апреля 1945 приказом частям 89-й стрелковой дивизии № 015/н командир пулеметного расчета 2-й пулеметной роты 390-го стрелкового полка сержант М. А. Амбарцумян был награждён орденом Славы III степени. В наградном листе от 19 февраля 1945 с первоначальным представлением к награждению орденом Отечественной войны II степени указывалось: «В боях на западном берегу реки Одер 7.02.1945 года тов. Амбарцумян показал себя мужественным, храбрым и хладнокровным командиром расчета, во время сильной контратаки противника под сильным минометным ,  ружейно-пулеметным огнем противника, спасая станковый пулемет, быстро, умело и скрытно перенес на запасную позицию и внезапным огнем из своего пулемета уничтожил два пулеметных расчета и до 18 немецких солдат и офицеров.»
14 мая 1945 командир расчета 2-й пулеметной роты 390-го стрелкового полка старший сержант М. А. Амбарцумян приказом войскам 38-го стрелкового корпуса 33-й армии 1-го Белорусского фронта № 040/н был награждён орденом Отечественной войны II степени. В наградном листе от 29 апреля 1945 указывалось: «В боях на подступе к Франкфурту 18.04.45 года во время захвата отметки 243 тов. Амбарцумян под сильным огнем противника выдвинул свой пулемет на правый фланг, заменяя раненого наводчика лично вел огонь по пулеметным точкам противника, подавил 3 огневых точки. Фланговым огнем по вражеским траншеям истребил 10 немецких солдат и офицеров».
В боях М. А. Амбарцумян был четырежды ранен — 28 декабря 1941 года под Ростовом-на-Дону, 26 сентября (по другим данным 10 декабря) 1942 года под станицей Прохладная, 7 августа 1943 года под станицей Крымская, 11 мая 1944 года в боях за Севастополь.
В 1945 на фронте М. А. Амбарцумян стал кандидатом в члены ВКП(б). Участвовал в Параде Победы, где был одним из двухсот солдат, нёсших знамёна немецких частей к Мавзолею.
После окончания войны до октября 1945 года служил в 227-м армейском гвардейском тяжелом танковом полку помощником командира взвода. Демобилизовался в звании старшего сержанта.

## Послевоенный период
Работал в учреждениях плодоовощной промышленности СССР. С середины 1970-х годов возглавлял одну из крупнейших не только в Москве, но и во всём СССР, Дзержинскую плодоовощную базу. Являлся депутатом Моссовета нескольких созывов.
Как следует из материалов уголовного дела, в это время он стал брать взятки от заведующих складами и холодильниками, директоров магазинов за отпуск им продукции своей базы с искусственно заниженной кондицией. Занижение кондиции фруктов и овощей приносило большие неучтённые доходы, которые частично уходили к Амбарцумяну и другим начальникам базы. Помимо собственных подчинённых, задействованных в преступных схемах, Амбарцумян сумел установить коррупционные связи с начальником объединения «Главмосплодоовощпром» Уральцевым и его заместителями, видными партийными работниками. В свою очередь, он получал прикрытие от проверяющих органов, возможности договориться о завозах, в том числе и внеплановых, на свою базу продукции только хорошей кондиции, о переадресовке и первоочередной поставке.

## Арест и следствие
Во время инициированных Ю. В. Андроповым «чисток» в торговле Москвы Амбарцумян был задержан по обвинению в хищении государственной собственности и даче взяток должностным лицам. Кроме него было взято под стражу ещё 15 работников учреждений «Главмосплодоовощпрома», связанных, по мнению следствия, прочными криминальными связями с Амбарцумяном. Суд, состоявшийся в 1985 году, приговорил всех подсудимых к длительным срокам лишения свободы (от 12 до 15 лет в колонии строгого режима), а самого Амбарцумяна — к высшей мере наказания. Суд не учёл ни чистосердечное признание, раскаяние и добровольную сдачу всех ценностей, ни участие в Великой Отечественной войне. В период заключения в камере смертников был лишён свиданий или письменного общения с семьей и близкими, несмотря на отсутствие каких-либо замечаний. Приговор был приведён в исполнение 8 ноября 1986 года.
По мнению историков[каких?], Амбарцумян был расстрелян именно за то, что стал сотрудничать со следствием — называл имена и фамилии, озвучил суммы взяток. Вся эта информация вела непосредственно к эшелонам высшей власти Советского Союза. Амбарцумяну пообещали снисхождение суда в обмен на раскрытие «схем хищений», но ему это не помогло.

## Награды
- орден Отечественной войны 2-й степени;
- орден Красной Звезды;
- орден Славы 3-й степени;
- орден Трудового Красного Знамени;
- медаль «За отвагу»;
- медаль «За оборону Кавказа»;
- медаль «За освобождение Варшавы»;
- медаль «За взятие Берлина»;
- медаль «За победу над Германией в Великой Отечественной войне 1941—1945 годов»;
- медаль «За трудовое отличие»;
- знак «Отличный пулеметчик»;
- орден «Знак Почёта»;
- орден «Дружбы народов».

В связи с осуждением лишён всех званий и наград.

## Упоминания в культуре
О деле Амбарцумяна рассказывается в документальном фильме «Гроб с петрушкой» из цикла «Советские мафии».
В сериале «Дело гастронома № 1» роль Аримина (прототипом которого являлся Амбарцумян) исполнил актёр Сергей Векслер.